# アーサー・クルーダップ
アーサー・"ビッグ・ボーイ"・クルーダップ（Arthur "Big Boy" Crudup、1905年8月24日 - 1974年3月28日）は、アメリカ合衆国のデルタ・ブルース歌手、ソングライター、ギタリスト。ブルース界の外では、「ザッツ・オール・ライト」（1946年）、「マイ・ベイビー・レフト・ミー」、「ソー・グラッド・ユー・アー・マイン (So Glad You're Mine)」といった、後にエルヴィス・プレスリーはじめ何十人ものアーティストたちにカバーされた曲の作者として知られている。

## 経歴
アーサー・クルーダップは、ミシシッピ州フォレストに生まれた。しばらくの間、移住労働者としてアメリカ合衆国南部や中西部の各地を渡りながら働いていた。クルーダップは家族とともに1926年にミシシッピ州に戻った。彼は、ゴスペルを歌い、次いでブルース歌手としてミシシッピ州クラークスデール周辺で活動を始めた。1939年には、ザ・ハーモナイジング・フォーの一員として、シカゴを訪れた。クルーダップは、そのままシカゴに残り、ソロ・ミュージシャンとして働こうとしたが、かろうじてストリート・ミュージシャンとして糊口をしのぐことになった。レコード・プロデューサーのレスター・メルローズが、クルーダップを見つけたのは、クルーダップが梱包用の囲いの中で生活しているときだったとされているが、メルローズはクルーダップをタンパ・レッドに紹介し、RCAレコード傘下のブルーバード・レコードと契約させた。
タンパ・レッドは、クルーダップに「自分にできることをやれ (Do what you can do)」、「できないことは、忘れとけ (what you can't do, forget about it)」と言ったという。
クルーダップは、1940年代後半にはRCAに、1950年代前半にはエース・レコード、チェッカー・レコード、トランペット・レコードに録音を残し、サニー・ボーイ・ウィリアムソンIIやエルモア・ジェームスとともに南部の黒人クラブをツアーして回った。クルーダップは、エルマー・ジェームス (Elmer James) やパーシー・リー・クルーダップ (Percy Lee Crudup) といった名義でも吹き込みを行なった。クルーダップの歌である「Mean Old 'Frisco Blues」、「Who's Been Foolin' You」、「ザッツ・オール・ライト」などは、南部で人気を博した。
クルーダップは、ロイヤルティーをめぐる揉め事が重なって、1950年代に吹き込みを止めてしまう。シカゴで行なわれた最後の録音セッションは、1951年のことであった。1952年から1954年にかけて、RCAレコードのビクター・レーベルのために行なわれた録音セッションは、ジョージア州アトランタのラジオ局WGSTで行なわれた。クルーダップは1965年に復帰して、ファイア・レコードとデルマーク・レコードで吹き込みを行ない、ツアーにも出た。時には「ロックンロールの父 (The Father of Rock and Roll)」という謳い文句が付けられたが、クルーダップ自身は困惑しながらもこの呼び名を受け入れた。この頃のクルーダップは、ロイヤリティの支払いを受けられず、歌手としての稼ぎも乏しい中で、労働者としても働いていた。ロイヤリティをめぐるメルローズとの争いの後、クルーダップはミシシッピ州に戻り、やがて密造酒造りに関わった後、バージニア州に移り、ミュージシャンとしても労働者としても働いて生活した。1970年代はじめ、バージニア州の地元の活動家であったセリア・サンティアゴ (Celia Santiago) とマーガレット・カーター (Margaret Carter)の支援を受けて、クルーダップは自分に権利があると信じていたロイヤリティの支払いを求めて活動したが、ほとんど得る所はなかった。
1960年半ば以降、クルーダップは、おもにバージニア州で、密造酒造りや農業労働者として働き、3人の息子たちや自身のきょうだい数人など、家族とともに生活していた。農業労働者として、比較的貧しい生活ではあったが、心臓疾患と糖尿病の合併症で死去するまで、クルーダップはときどき各地の酒場で歌いつつ、そこに密造酒を供給しており、バージニア州ノーサンプトン郡のザ・デュー＝ドロップ・イン (The Dew-Drop Inn) はその一例だった。1970年には、イギリスに旅行し、現地のミュージシャンたちと「Roebuck Man」を吹き込んだ。最後にプロフェッショナルな仕事として受けたのは、ボニー・レイットとの共演であった。
クルーダップの死の日付については、若干の混乱があるが、これは彼が、実の兄弟の名を含め、いくつもの名前を使い分けていたことによって生じたものである。クルーダップは、1974年3月に、バージニア州ノーサンプトン郡ナサワドックスの病院で、心臓発作によって亡くなった。
生地フォレストには、クルーダップを顕彰するミシシッピ・ブルース・トレイルの記念標識が設置されている。

## ディスコグラフィ

### ソロ・アルバム
- Mean Ol' Frisco (1962)
- Crudup's Mood (Delmark, 1969)
- Look On Yonder's Wall (Delmark, 1969)
- Roebuck Man (Sequel, 1974)

### 共作アルバム
- （ジミー・ドーキンス（英語版）、ウィリー・"ビッグ・アイズ"・スミス（英語版）との共作）Sunny Road (Delmark, 1969)
- （ウィリー・ディクスン、ランサム・ノウリングとの共作）Arthur "BigBoy" Crudup Meets the Master Blues Bassists (Delmark, 1994)

### コンピレーション
- Rock Me Mama (Tomato, 2002)